# Michel Nédélec
Michel Nédélec (7 de março de 1940 — 3 de outubro de 2009) foi um ciclista francês. Sua única aparição olímpica foi em Roma 1960, onde fez parte da equipe de ciclismo francesa que terminou em quarto lugar na perseguição por equipes de km.